# Thermophis baileyi
Thermophis baileyi, também conhecida comumente como cobra de Bailey, cobra carenada de águas termais, cobra de águas termais,  e cobra de água termal Xizang, é uma espécie rara de cobra colubrídeo endêmica do Tibete .

## Etimologia
O nome específico, baileyi, é em homenagem a Frederick M. Bailey, um oficial do exército britânico e explorador . 

## Alcance geográfico
T. baileyi é encontrado apenas em altas altitudes no Planalto Tibetano . A espécie é endêmica do Tibete e foi registrada pela primeira vez em 1907 por Wall perto de Gyantze a 4 300 metros (14,100 pés) acima do nível do mar (sem coordenadas exatas disponíveis).  Em 1990, Macey e Papenfuss relataram a espécie na área de fontes termais de Yangbajain . Até agora, T. baileyi é conhecido apenas em alguns locais.    Um mapa de distribuição abrangente de T. baileyi foi fornecido por Hofmann et al. (2014), mostrando que a distribuição geográfica da cobra é uma área restrita entre o Transhimalaya e o Himalaia, ao longo da parte central da zona de sutura de Yarlung Zhangbo . 

## Descrição
Thermophis baileyi é verde-oliva, com cinco séries de manchas indistintas dorsalmente, mais pronunciadas no corpo anterior. Possui uma faixa pós-ocular escura e bordas posteriores escuras nos lábios . O ventre é cinza-azulado, com cada ventre preto na base. Os jovens são mais escuros que os adultos.
As escamas dorsais estão em 19 fileiras no meio do corpo, todas quilhadas, exceto a última fileira, com facetas duplas indistintas. Os ventrais são numerados de 201 a 221. A parte de trás é dividida. Os subcaudais são em número de 91 a 111, a maioria divididos, mas alguns inteiros.
Os adultos podem atingir um comprimento total (incluindo a cauda) de 2 pés 6 inches (76 cm) . 

## Estado de conservação
A cobra de Bailey é considerada quase ameaçada pela IUCN .  Nas últimas décadas, a crescente exploração da energia geotérmica levou à destruição dos habitats das fontes termais, resultando numa ameaça crescente às populações de cobras das fontes termais.   

## Taxonomia
A existência da cobra de Bailey foi anunciada pela primeira vez na literatura científica em 1907, quando foi descrita como uma nova espécie por Frank Wall.  Wall originalmente o classificou como Tropodinotus baileyi . Em 1953, Malnate se referiu a ela como Tropidonotus (= Natrix) baileyi e, percebendo que a cobra de Bailey não se encaixava no gênero Natrix, colocou-a no novo gênero Thermophis, designando T. baileyi como a espécie-tipo. 

## Habitat
As cobras do gênero Thermophis provavelmente vivem na altitude mais elevada de todas as espécies de cobras do mundo.  A presença de T. baileyi é fortemente atribuída a fontes termais com baixa concentração de enxofre, localizações em vales de rios que fornecem encostas rochosas e margens vegetadas e existência de um rio dentro de um 500 metros (1 600 pé)raio  . 

## Links externos
- Cobras de fontes termais em A vida é curta, mas as cobras são longas